# Dragan Šimović
Dragan Šimović (Gabela, Čapljina, 14. lipnja 1964. – Mostar, 6. siječnja 2007.). hrvatski pripovjedač i novinar iz BiH. 

## Životopis
Rodio se u Gabeli. Srednju pedagošku školu završio je u Metkoviću, a u Sarajevu je studirao Geografiju i prostorno planiranje na Prirodoslovno-matematičkom fakultetu u Sarajevu.
Prvu je knjigu priča Misterij stolne lampe objavio 1990., drugu knjigu Prolaznik objavio je 1997. godine, a knjigu Učili smo za pjesnike 2003. godine. U ratu je bio vojnik u Armiji BiH na položaju iznad Sarajeva, brdu Žuć, ključnom za obranu grada gdje je poginulo mnogo branitelja. Poslije rata živio je u Mostaru. Do nekoliko godina pred smrt radio kao književni urednik.
Priče je objavljivao u Književnoj reviji, Odjeku, Našim danima, Oslobođenju, Stećku, Motrištima, Hrvatskoj misli, Hrvatskoj riječi, Licima, Quorumu, Osvitu,  te u drugim publikacijama. Bio je članom Društva hrvatskih pisaca, Društva pisaca Bosne i Hercegovine, Herceg Bosne, te aktivni član HMD Napredak i Matice hrvatske.

## Nagrade
Godine 1988. je dobio uglednu Nagradu Zija Dizdarević, najvažniju književnu nagradu za kratku priču u BiH.